# Simona
Simona é um filme de 1974, dirigido por Patrick Longchamps. É baseado no romance Histoire de l'œil (História do Olho) de Georges Bataille.

## Sinopse
Enquanto assiste  assiste a uma tourada em Espanha, Simona (Laura Antonelli) recorda as suas experiências sexuais com Georges, na Bélgica. Os dois amantes conheceram então Marcelle (Margot Margaret), que vivia na casa do seu pai e já tinha mantido relações com o tio (Raf Vallone), um embalsamador. Simona e Georges vão tentar Marcelle para uma relações a três. Mas as coisas não vão acontecer como eles esperavam.

## Elenco
- Laura Antonelli: Simona
- Maurizio Degli Esposti: George
- Patrick Magee: pai de Marcelle
- Margot Sainte Ange: Marcelle
- Raf Vallone: tio de Marcelle
- Maxane: mãe de Simona